# 咖啡酰基乙醇
咖啡酰基乙醇（英語：Caffeic alcohol）是一种化学式为(HO)2C6H3-4-CHCHCH2OH的有机化合物，由烯醇基团连接邻苯二酚形成，常温常压下为白色固体，是植物合成松柏醇（三种木质素单体之一）的前体
。

## 合成
在实验室，咖啡醇可由原儿茶醛（3,4-二羟基苯甲醛）合成。

## 相关化合物
其氧化产物咖啡醛和咖啡酸也在咖啡中微量存在。